# Val-de-Vesle
 Val-de-Vesle  es una población y comuna francesa, en la región de Champaña-Ardenas, departamento de Marne, en el distrito de Reims y cantón de Verzy.
Se creó en 1965 por la fusión de Courmelois, Thuisy y Wez.

## Demografía
| 500 | 482 | 594 | 619 | 678 | 730 |
| Para los censos de 1962 a 1999 la población legal corresponde a la población sin duplicidades (Fuente: INSEE [Consultar]) |     |     |     |     |     |